# Тайгиб из Харахи
Тайгиб Омаров, Тайгиб из Харахи известен также как Тайгиб первый (1563, Харахи — 1668) — дагестанский учёный, уроженец села Харахи, один из основоположников местной аджамской письменности и письменной литературы. Сохранились рукописи Тайгиба по грамматике, астрономии и математике.

## Биография
Тайгиб Омаров родился в 1563 году в селе Харахи и умер в 1668 году в возрасте 105 лет.

## Аварская письменность
На полях одной древней рукописи Тайгиб Омаров оставил комментарии на аварском языке, которые представляют большую ценность для исследователей аварского языка. Аварские рукописи Тайгиба интересны для изучения истории разработки аварского алфавита на основе арабской графики. Произведения Тайгиба на арабском языке пользовались наибольшей известностью в Дагестане.

## Религиозная деятельность
Тайгиб Омаров был учителем шейха Шейхмухаммада из селения Мачада.